# Тодор Тодоров (футболист, р. 1926)
Тодор Тодоров е бивш български футболист, нападател.

## Професионална кариера
Играе като нападател за Септември при ЦДВ от 1948 до 1949 и Ботев Пловдив. Шампион на България през 1948 с ЦСКА.
Треньор на Ботев Пловдив.

## Отличия
- Шампион на България през 1948 с ЦСКА